# Trelleborgs kommun
Trelleborgs kommun är en kommun i Skåne län. Centralorten Trelleborg ligger cirka 30 kilometer söder om Malmö.
Området som utgör kommunen har några av Sveriges bördigaste jordar och är en utpräglad jordbruksbygd. Kusten med dess hamn i centralorten med utrikes färjeförbindelserna präglar det lokala näringslivet. Exempelvis har speditionsföretag etablerats i anslutning till hamnen. 
Från det att kommunen bildades och fram till mitten på 1980-talet minskade befolkningen. Därefter vände trenden och har fortsatt öka. Fram till 2006 styrdes kommunen av Socialdemokraterna. Därefter har kommunen haft växlande styren.

## Administrativ historik
Kommunens område motsvarar socknarna: Anderslöv, Bodarp, Bösarp, Dalköpinge, Fru Alstad, Fuglie, Gislöv, Grönby, Gylle, Gärdslöv, Hammarlöv, Hemmesdynge, Kyrkoköpinge, Källstorp, Lilla Beddinge, Lilla Isie, Lilla Slågarp, Maglarp, Simlinge, Skegrie, Stora Slågarp, Södra Åby, Trelleborg, Tullstorp, Västra Alstad, Västra Tommarp, Västra Vemmerlöv, Äspö, Önnarp, Östra Klagstorp och Östra Torp. I dessa socknar bildades vid kommunreformen 1862 landskommuner med motsvarande namn. Stadskommunen Trelleborgs stad bildades 1 juni 1867 genom en utbrytning ur Trelleborgs landskommun. 1908 införlivades Trelleborgs landskommun i stadskommunen.
Vid kommunreformen 1952 bildades fem "storkommuner" i området: Alstad (av de tidigare kommunerna Fru Alstad, Lilla Slågarp, Stora Slågarp och Västra Alstad), Anderslöv (av Anderslöv, Börringe, Grönby, Gärdslöv och Önnarp), Gislöv (av Bösarp, Dalköpinge, Gislöv, Gylle och Kyrkoköpinge), Klagstorp (av Hemmesdynge, Källstorp, Lilla Beddinge, Lilla Isie, Simlinge, Södra Åby, Tullstorp, Äspö, Östra Klagstorp och Östra Torp) och Skegrie (av Bodarp, Fuglie, Hammarlöv, Maglarp, Skegrie, Västra Tommarp och Västra Vemmerlöv). Trelleborgs stad förblev opåverkad. 
1955 överfördes Simlinge församling från Klagstorps landskommun till Gislövs landskommun. 
1967 införlivade Trelleborgs stad landskommunerna: Alstad, Gislöv, Klagstorp och Skegrie, samt större delen ur Anderslövs landskommun (Anderslövs, Grönby, Gärdslövs och Önnarps församlingar). Trelleborgs kommun bildades vid kommunreformen 1971 genom en ombildning av Trelleborgs stad.
Kommunen ingick från bildandet till 2005 i Trelleborgs domsaga, och ingår sedan 2005 i Ystads domsaga.
Kommunen ingår sedan 2015 i Förvaltningsområdet för finska. 

## Geografi
Kommunen gränsar i väster och nordväst till Vellinge kommun, i norr till Svedala kommun och i öster till Skurups kommun, och ingår i Stormalmö och Öresundsregionen. Trelleborg är Sveriges sydligaste kommun, genom att Sveriges sydligaste udde Smygehuk ligger i kommunen.

### Topografi och hydrografi
Området som utgör kommunen är har några av Sveriges bördigaste jordar och är en utpräglad jordbruksbygd. Berggrunden utgörs av kalksten täckt med uppodlade moränleror. Den norra delen präglas av det  sydvästskånska backlandskapet och inkluderar en riklig förekomst av dödisgropar och märgelgravar. Växlande sandiga och steniga stränder utgör kuststräckan. Strandvallarna bildades under den tid då Östersjöns yta var högre än i dag.
Nedan presenteras andelen av den totala ytan 2020 i kommunen jämfört med riket.
|  | Bebyggelse (11,2 %) |

|  | Skog (3,7 %) |

|  | Öppen myrmark (0,1 %) |

|  | Jordbruksmark (81,3 %) |

|  | Övrig mark (3,7 %) |

|  | Bebyggelse (3,1 %) |

|  | Skog (68,0 %) |

|  | Öppen myrmark (7,2 %) |

|  | Jordbruksmark (7,4 %) |

|  | Övrig mark (14,3 %) |

### Naturskydd
År 2023 fanns sex naturreservat i Trelleborgs kommun. Öster om centralorten ligger Dalköpinge ängar som är strandängar med ett artrikt växtliv. Området är också en häck- och rastplats för ett rikt fågelliv. Ett annat exempel är det kommunala naturreservatet Maglarps sandtag som bildades 2010. Området har goda förutsättningar för solitära bin, steklar och skalbaggar som en följd av mikroklimatet, sanden, örterna, sälgen och solinstrålningen.

### Administrativ indelning
Fram till 2016 var kommunen för befolkningsrapportering indelad i fem församlingar – Anderslövs församling, Dalköpinge församling, Hammarlövs församling, Källstorps församling och Trelleborgs församling. 

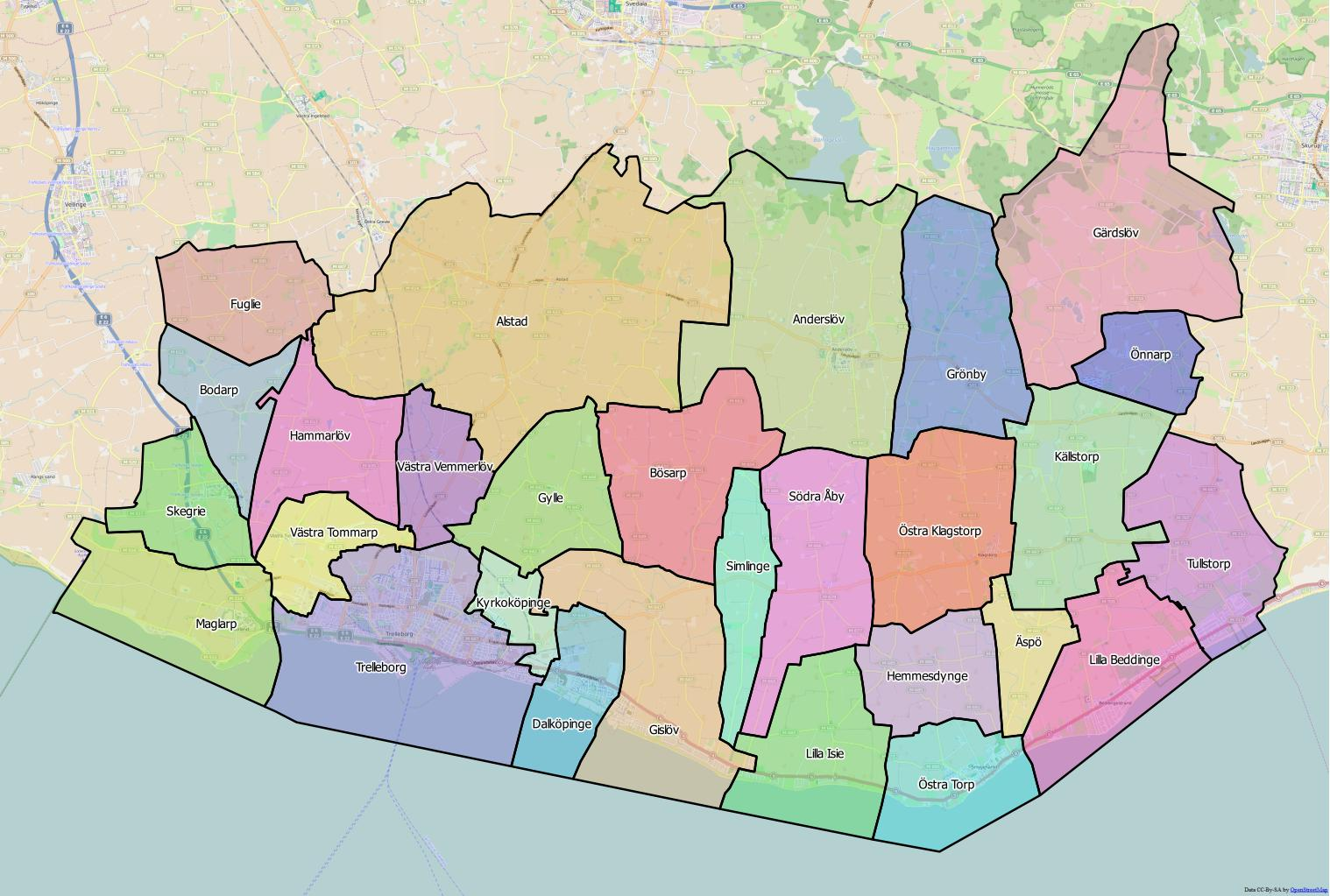
Distrikt inom Trelleborgs kommun

Från 2016 indelas kommunen istället i 28 distrikt:
| De 28 distrikten i Trelleborgs kommun |
| --- |
| - Alstad - Anderslöv - Bodarp - Bösarp - Dalköpinge - Fuglie - Gislöv - Grönby - Gylle - Gärdslöv - Hammarlöv - Hemmesdynge - Kyrkoköpinge - Källstorp - Lilla Beddinge - Lilla Isie - Maglarp - Simlinge - Skegrie - Södra Åby - Trelleborg - Tullstorp - Västra Tommarp - Västra Vemmerlöv - Äspö - Önnarp - Östra Klagstorp - Östra Torp |

### Tätorter
Det finns nio tätorter i Trelleborgs kommun.
I tabellen presenteras tätorterna i storleksordning per 31 dec 2015. Centralorten är i fet stil.
| Nr | Tätort                   | Befolkning |
| -- | ------------------------ | ---------- |
| 1  | Trelleborg               | 29 316     |
| 2  | Anderslöv                | 1 963      |
| 3  | Smygehamn                | 1 297      |
| 4  | Beddingestrand (del av*) | 1 263      |
| 5  | Skegrie                  | 1 156      |
| 6  | Kurland                  | 560        |
| 7  | Klagstorp                | 548        |
| 8  | Alstad                   | 369        |
| 9  | Västra Tommarp           | 286        |

* En mindre del av tätorten Beddingestrand tillhör Skurups kommun.

## Styre och politik

### Styre
Trelleborgs kommun hade 1919 till 2006 ett socialdemokratiskt styre. Mellan 2006 och 2014 styrdes kommunen av en borgerlig koalition med Ulf Bingsgård (M) som kommunstyrelsens ordförande.  Mandatperioden 2014–2018 styrdes kommunen av en blocköverskridande majoritet bestående av Socialdemokraterna, Söderslättspartiet, Miljöpartiet och Centerpartiet. 2018–2022 styrdes kommunen av Moderaterna och Kristdemokraterna, med passivt stöd av Sverigedemokraterna. Efter valet 2022 bildades ett majoritetsstyre med Sverigedemokraterna, Moderaterna, Kristdemokraterna och Liberalerna.
Nedan presenteras de styrande koalitionerna från 1994 och framåt:
| År        | Partier | Partier | Partier | Partier | Partier | Partier |
| --------- | ------- | ------- | ------- | ------- | ------- | ------- |
| 1994–1998 | S       |         |         |         |         |         |
| 1998–2002 | S       | V       |         |         |         |         |
| 2002–2006 | S       |         |         |         |         |         |
| 2006–2010 | M       | KD      | C       | FP      | MP      | SPI     |
| 2010–2014 | M       | KD      | C       | FP      | MP      |         |
| 2014–2018 | S       | C       | MP      | SÖS     |         |         |
| 2018–2022 | M       | KD      |         |         |         |         |
| 2022–     | SD      | M       | KD      | L       |         |         |

### Kommunfullmäktige

#### Presidium
| Presidium 2022–2026    | Presidium 2022–2026 | Presidium 2022–2026 |
| ---------------------- | ------------------- | ------------------- |
| Ordförande             | L                   | Ulf Bingsgård       |
| Förste vice ordförande | SD                  | Fredrik Trulsson    |
| Andre vice ordförande  | M                   | Håkan Sjöberg       |
| Tredje vice ordförande | S                   | Marianne Fundahn    |

#### Mandatfördelning 1970–2022
| 29 | 10 | 6 | 6 |

| 43 | 8 |

| 29 | 12 | 4 | 6 |

| 43 | 8 |

| 28 | 10 | 5 | 8 |

| 39 | 12 |

| 28 | 7 | 6 | 10 |

| 37 | 14 |

| 30 | 7 |  | 12 |

| 38 | 13 |

| 28 |  | 5 | 4 | 12 |

| 35 | 16 |

| 28 | 4 | 5 | 4 | 10 |

| 35 | 16 |

| 25 |  |  | 4 | 4 |  | 13 |

| 37 | 14 |

| 31 |  |  | 4 |  |  | 10 |

| 30 | 21 |

| 3 | 25 |  | 4 |  | 4 | 11 |

| 32 | 19 |

|  | 23 |  | 4 |  |  | 4 | 4 | 8 |

| 31 | 20 |

| 20 |  | 4 | 7 |  |  |  | 4 | 10 |

| 32 | 19 |

| 17 |  | 7 | 3 |  |  |  | 16 |

| 31 | 20 |

| 18 |  | 11 | 5 |  |  | 11 |

| 31 | 20 |

| 12 |  | 13 | 4 | 3 |  | 3 | 12 |

| 38 | 13 |

|  | 15 | 14 | 9 | 3 |  | 4 | 12 |

| 43 | 18 |

### Nämnder

#### Kommunstyrelse
| Presidium 2022–2026   | Presidium 2022–2026 | Presidium 2022–2026 |
| --------------------- | ------------------- | ------------------- |
| Ordförande            | SD                  | Mathias Andersson   |
| Vice ordförande       | M                   | Bert Westerberg     |
| Andre vice ordförande | KD                  | Erik Lundström      |

#### Lista över kommunstyrelsens ordförande
| Namn | Namn                 | Från | Till | Politisk tillhörighet |
| ---- | -------------------- | ---- | ---- | --------------------- |
|      | Egil Ahl             | 1988 | 2006 | Socialdemokraterna    |
|      | Ulf Bingsgård        | 2006 | 2014 | Moderaterna           |
|      | Torbjörn Karlsson    | 2014 | 2018 | Socialdemokraterna    |
|      | Mikael Rubin         | 2018 | 2022 | Moderaterna           |
|      | Ann Kajson Carlqvist | 2022 | 2024 | Moderaterna           |
|      | Mathias Andersson    | 2024 |      | Sverigedemokraterna   |

#### Övriga nämnder
| Nämnder                    | Ordförande | Ordförande             | Vice ordförande | Vice ordförande      | Andre vice ordförande | Andre vice ordförande     |
| -------------------------- | ---------- | ---------------------- | --------------- | -------------------- | --------------------- | ------------------------- |
| Kultur- och fritidsnämnden | SD         | Magnus Isgren          | M               | Torbjörn Christensen | KD                    | Magnus Österberg          |
| Arbetsmarknadsnämnden      | L          | Kristoffer Lindstrii   | SD              | Thomas Malmqvist     | KD                    | Alexander Wemmerdahl      |
| Socialnämnden              | M          | Venzel Rosqvist        | KD              | Mats-Åke Svensson    | SD                    | Fredrik Karlsson          |
| Samhällsbyggnadsnämnden    | M          | Per Jönsson            | SD              | Bengt Andersson      | KD                    | Magdalena Winell Starmach |
| Teknisk servicenämnd       | M          | Fredrik Schlyter       | KD              | Erik Lundström       | SD                    | Helmuth Petersén          |
| Bildningsnämnden           | KD         | Ann Lundström          | SD              | Fredrik Trulsson     | M                     | Christina Hall            |
| Revisionen                 | S          | Eva Holmberg Herrström | SD              | Therese Gynnstam     | M                     | Carl Knutsson             |
| Valnämnden                 | SD         | Mathias Andersson      | S               | Senad Biberic        |                       |                           |

## Ekonomi och infrastruktur

### Näringsliv
Hamnen i centralorten och de utrikes färjeförbindelserna präglar det lokala näringslivet, exempelvis har speditionsföretag etablerats i anslutning till hamnen. Utöver detta fanns i början av 2020-talet en  betydande tillverkningsindustri, där det dominerande företaget var Trelleborg Industri AB (gummiprodukter). Vidare var den offentliga sektorn stor med arbetsgivare som exempelvis Trelleborgs lasarett.

### Infrastruktur

#### Transporter
Till Malmö går busstrafik och sedan december 2015 pågatåg från Trelleborg C. Järnvägsstationen är placerad intill färjeterminalen och gör det möjligt att snabbt ta sig till färjorna från tågen.
Färjetrafik går regelbundet från  Trelleborgs Hamn till Sassnitz, Rostock och Lübeck-Travemünde i Tyskland samt till Świnoujście i Polen.
De tre dominerande rederierna är TT-Line, Stena Line och Unity Line. 

## Befolkning

### Demografi

#### Befolkningsutveckling
Kommunen har 47 265 invånare (31 mars 2025), vilket placerar den på 58:e plats avseende folkmängd bland Sveriges kommuner.
| Befolkningsutvecklingen i Trelleborgs kommun 1970–2020 | Befolkningsutvecklingen i Trelleborgs kommun 1970–2020 | Befolkningsutvecklingen i Trelleborgs kommun 1970–2020 | Befolkningsutvecklingen i Trelleborgs kommun 1970–2020 | Befolkningsutvecklingen i Trelleborgs kommun 1970–2020 |
| ------------------------------------------------------ | ------------------------------------------------------ | ------------------------------------------------------ | ------------------------------------------------------ | ------------------------------------------------------ |
|                                                        |                                                        |                                                        |                                                        |                                                        |
| År                                                     |                                                        |                                                        | Folkmängd                                              |                                                        |
| 1970                                                   | 1970                                                   |                                                        | 36 044                                                 |                                                        |
| 1975                                                   | 1975                                                   |                                                        | 34 748                                                 |                                                        |
| 1980                                                   | 1980                                                   |                                                        | 34 445                                                 |                                                        |
| 1985                                                   | 1985                                                   |                                                        | 34 134                                                 |                                                        |
| 1990                                                   | 1990                                                   |                                                        | 35 997                                                 |                                                        |
| 1995                                                   | 1995                                                   |                                                        | 37 779                                                 |                                                        |
| 2000                                                   | 2000                                                   |                                                        | 38 429                                                 |                                                        |
| 2005                                                   | 2005                                                   |                                                        | 39 830                                                 |                                                        |
| 2010                                                   | 2010                                                   |                                                        | 42 219                                                 |                                                        |
| 2015                                                   | 2015                                                   |                                                        | 43 359                                                 |                                                        |
| 2020                                                   | 2020                                                   |                                                        | 45 844                                                 |                                                        |

#### Utländsk bakgrund
Den 31 december 2014 utgjorde antalet invånare med utländsk bakgrund (utrikes födda personer samt inrikes födda med två utrikes födda föräldrar) 8 543, eller 19,88 % av befolkningen (hela befolkningen: 42 973 den 31 december 2014).

#### Invånare efter de vanligaste födelseländerna
Följande länder är de 10 vanligaste födelseländerna för befolkningen i Trelleborgs kommun.
| Födelseland 31 december 2021 | Födelseland 31 december 2021     | Födelseland 31 december 2021 | Födelseland 31 december 2021 | Födelseland 31 december 2021 |
| ---------------------------- | -------------------------------- | ---------------------------- | ---------------------------- | ---------------------------- |
| Nr                           | Land                             | Antal                        | Andel                        | Andel i hela riket           |
| 1                            | Sverige                          | 37 978                       | 82,15 %                      | 80,00 %                      |
| 2                            | Polen                            | 865                          | 1,87 %                       | 0,91 %                       |
| 3                            | / SFR Jugoslavien/FR Jugoslavien | 828                          | 1,79 %                       | 0,60 %                       |
| 4                            | Danmark                          | 694                          | 1,50 %                       | 0,37 %                       |
| 5                            | Syrien                           | 650                          | 1,41 %                       | 1,88 %                       |
| 6                            | Bosnien och Hercegovina          | 541                          | 1,17 %                       | 0,58 %                       |
| 7                            | Irak                             | 345                          | 0,75 %                       | 1,40 %                       |
| 8                            | Finland                          | 317                          | 0,69 %                       | 1,31 %                       |
| 9                            | Tyskland                         | 309                          | 0,67 %                       | 0,51 %                       |
| 10                           | Nordmakedonien                   | 276                          | 0,60 %                       | 0,09 %                       |

## Kultur

### Museer
År 2023 fanns 17 museer i kommunen. Trelleborgs museum drivs av kommunen och visar kulturhistoria, så som Söderslätts och stadens historia, och tillfälliga utställningar. Andra museer är till exempel Axel Ebbes konsthall och uniformsmuseet Uniform Collection.

### Kulturarv
Bland kommunens kulturarv hittas Vikingaborgen i Trelleborg. Det är en rekonstruktion uppbyggt på 1990-talet efter en ringborg från vikingatiden som hittades 1988.

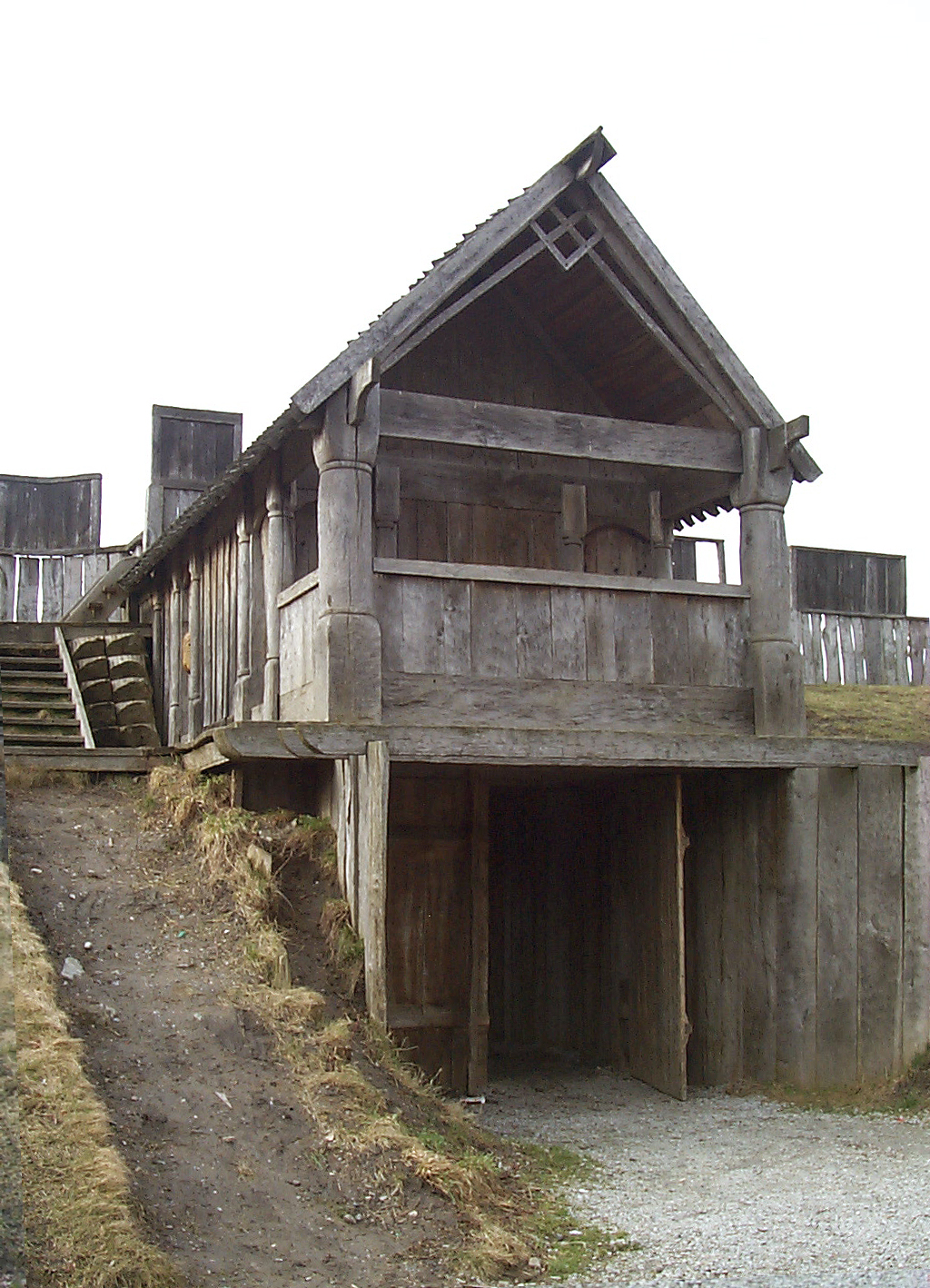
Den rekonstruerade Trelleborgen.

Ett annan byggnad med gamla anor är Fru Alstads kyrka som uppfördes på 1400-talet. Det är en av områdets äldsta byggnader.

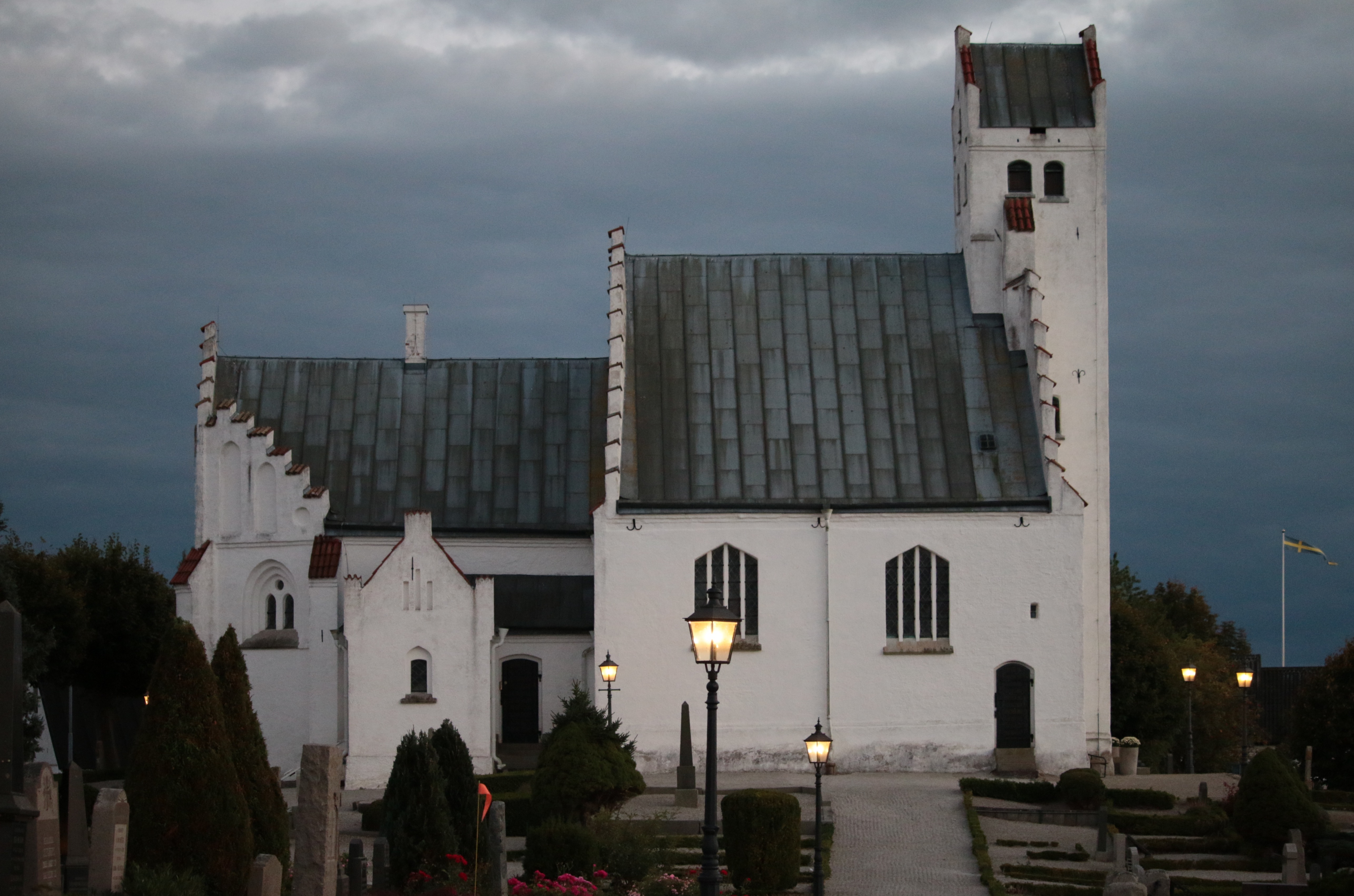
Fru Alstads kyrka.

### Kommunsymboler

#### Kommunvapen
Blasonering: I blå sköld en med kärna försedd krenelerad borg, vars tvänne yttre kreneleringar äro försedda med flaggor. Borgen åtföljd av en halvmåne till höger och en sexuddig stjärna till vänster, allt av silver.
Ett stadssigill från 1400-talet (Trelleborg hade stadsprivilegier fram till 1619) ligger till grund för vapnet, fastställt av Kungl. Maj:t 1924 för Trelleborgs stad. Efter kommunbildningen registrerades vapnet i PRV 1974, med bibehållande av 1924 års språkdräkt. Av kommunerna inom Trelleborgsblocket hade även Alstads landskommun ett vapen.

Alstads landskommun (1961–1966)

#### Kommunfågel
Småtärnan är Trelleborgs kommunfågel.

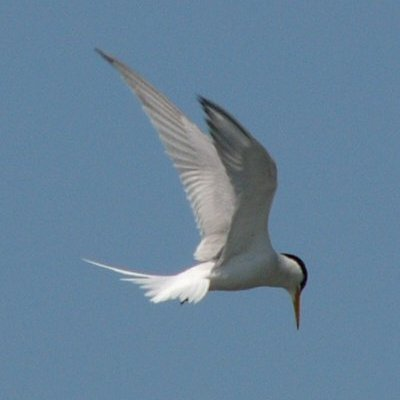
Småtärna, kommunfågel för Trelleborg.